# League City
League City is een plaats (city) in de Amerikaanse staat Texas, en valt bestuurlijk gezien onder Galveston County en Harris County.

## Demografie
Bij de volkstelling in 2000 werd het aantal inwoners vastgesteld op 45.444.
In 2006 is het aantal inwoners door het United States Census Bureau geschat op 65.351, een stijging van 19907 (43.8%).

## Geografie
Volgens het United States Census Bureau beslaat de plaats een oppervlakte van
135,6 km², waarvan 132,7 km² land en 2,9 km² water. League City ligt op ongeveer 3 m boven zeeniveau.

## Plaatsen in de nabije omgeving
De onderstaande figuur toont nabijgelegen plaatsen in een straal van 8 km rond League City.